# DHR Classe B
A DHR Classe B é uma famosa classe de locomotivas a vapor 0-4-0 ST de bitola estreita 2 pés (610 milímetros) utilizadas na ferrovia Darjeeling Himalayan Railway (DHR) em Bengala Ocidental, Índia.

## Histórico de serviço
Trinta e quatro locomotivas da classe serviram na ferrovia DHR. Algumas ainda permanecem em serviço contínuo. Uma número 778, foi vendida para preservação privada, e quatro outras foram vendidas para a companhia de carvão indiana, Assam. Os demais membros da classe foram realocados para várias localidades do norte da Índia, ou desmanchadas. Das poucas que permanecem em serviço ativo, destacam-se a locomotiva de número 788 'Tusker' e 'Victor' transportando trens de passageiros entre as estações de Darjeeling e Ghum via ramal de Batasia, algumas vezes por dia.

## Padrões dos trens
Inicialmente, todos os membros da classe possuíam cor verde da DHR. Por um curto período após o final da Segunda Guerra Mundial, elas foram repintadas em preto. Depois, elas andaram com uma cor vermelha no teto. Desde que passaram para o controle da Zona Northeast Frontier Railway em  1958, elas foram pintadas em azul Caledônia com teto branco.